# 勒布朗区
勒布朗区（法語：Arrondissement du Blanc）是法国安德尔省所辖的一个区。总面积1782.29平方公里，总人口31121，人口密度17人/平方公里（2018年）。主要城镇为勒布朗。

## 辖区
勒布朗区辖有57个市镇。